# Нојштат (Харц)
Нојштат (њем. Neustadt/Harz) град је у њемачкој савезној држави Тирингија. Једно је од 32 општинска средишта округа Нордхаузен. Према процјени из 2010. у граду је живјело 1.180 становника. Посједује регионалну шифру (AGS) 16062036.

## Географски и демографски подаци
Нојштат се налази у савезној држави Тирингија у округу Нордхаузен. Град се налази на надморској висини од 280 метара. Површина општине износи 11,5 km². У самом граду је, према процјени из 2010. године, живјело 1.180 становника. Просјечна густина становништва износи 103 становника/km².

## Међународна сарадња
| Мјесто  | Држава    | Врста сарадње | Од    |
| ------- | --------- | ------------- | ----- |
| Монстер | Холандија | партнерство   | 1992. |
| Извор   |           |               |       |